# Umel Biara
Umel Biara (em árabe: أم البيارة; romaniz.: Umm el-Biyara) é um monte no centro da cidade de Petra, na Jordânia. O local antigo fica no cume trapezoidal da montanha, com aproximadamente 5,5 hectares de área. A ocupação do local foi datada dos períodos Ferro II (edomita) e nabateu.

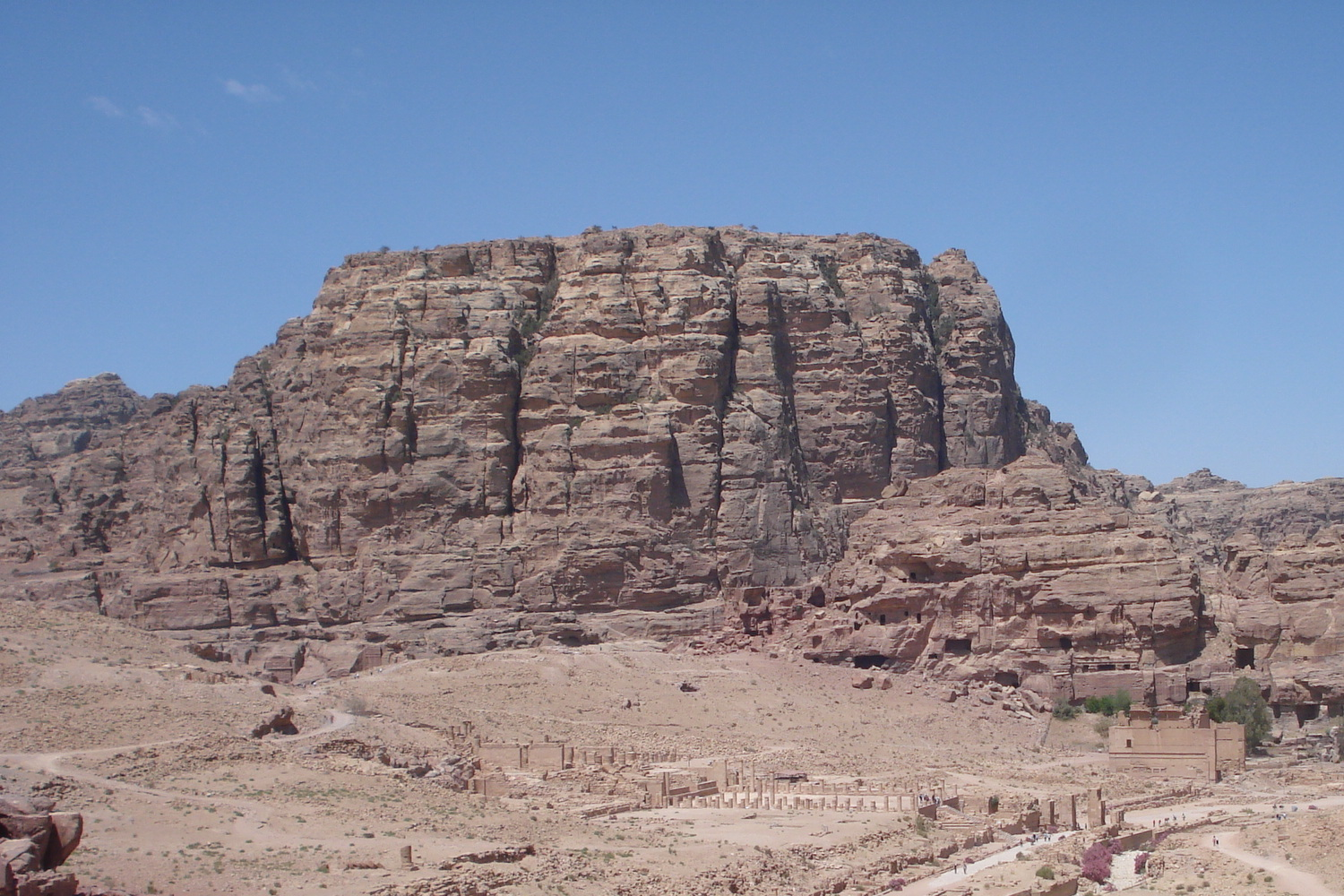
Umel Biara acima de Petra

Nelson Glueck comparou Umel Biara com a cidade bíblica de Selá na época de Amazias de Judá (r. 796–781 a.C.). Crystal Bennett escavou-o revelando menos de um terço do local. Ela encontrou um assentamento não fortificado da Idade do Ferro, consistindo em um grupo de casas com quartos em longos corredores, dos quais se projetavam pequenos quartos quadrados. As casas foram construídas no arenito, que se quebra naturalmente em lajes planas. Na parte principal, as casas foram construídas contra uma única parede longa que ocupava toda a extensão da área escavada. Casas semelhantes são conhecidas no local contemporâneo no topo da montanha de Umel Alá e podem refletir a escassez de madeira para cobertura.
A maioria dos edifícios no local foram construídos diretamente na rocha. Um grande número de cisternas profundas foram encontradas, mas não está claro se são edomitas ou nabateus. É provável que o povoamento de Umel Biara tenha ocorrido apenas na Idade do Ferro (sétimo ao sexto séculos a.C).